# O Maricas
Girl Shy (bra/prt: O Maricas) é um filme mudo estadunidense de 1924, do gênero comédia romântica, dirigido por Fred C. Newmeyer e Sam Taylor e estrelado por Harold Lloyd.